# Џозеф Лејнг Во
Џозеф Лејнг Во (1868-1928) био је шкотски бизнисмен и писац.

## Живот
Во је био рођен у Торнхилу 17. априла, 1868. године. Преселио је се у Единбург око 1890. где је имао успешан бизнис продаје тапета. Во је живео у улици 3 Комистон Драјв на југозападу града. Највећа страст му је била писање. Његов рад је сентименталан по својој природи и највише се састоји од хуморозних биографија људи из Дамфрајза и Геловеја.
Џозеф Лејнг Во умро је 22. новембра, 1928. у Единбургу. Његово тело сахрањено је у гробљу Дон у западном делу Единбурга. Гроб му се налази испод дрвета у јужноисточној секцији иза гроба Семјуела Боха. На гробу се налази медаљон са Џозефовим портретом који је направио скулптор Вилијам Бирни Ринд.

## Публикације
- Торнхил и његове вредности (1905)
- Роби Ду (1912)
- Роберт Бурнс: Поема (1912)
- Пукотине с Роби Дуом (1914)
- Бети Грип (1915)
- Слатка МекЧејн и друге приче (1917)
- Хероји у Хоумспану (1921)
- И мало дете ће их предводити (година непозната)

## Породица
Џозеф је био ожењен Изабелом Голди (1876-1949).

## Уметничко познавање
Скултура Воа је постављена на једну од зграда у Торнхилу. Његов портрет може се пронаћи у Дамфрајз Музеју.